# NGC 6321
NGC 6321 é uma galáxia espiral barrada (SBbc) localizada na direcção da constelação de Hercules. Possui uma declinação de +20° 18' 49" e uma ascensão recta de 17 horas, 14 minutos e 24,1 segundos.
A galáxia NGC 6321 foi descoberta em 14 de Julho de 1871 por Édouard Jean-Marie Stephan.